# Ophiomitrella hamata
Ophiomitrella hamata är en ormstjärneart som beskrevs av Ole Theodor Jensen Mortensen 1933. Ophiomitrella hamata ingår i släktet Ophiomitrella och familjen knotterormstjärnor. Inga underarter finns listade i Catalogue of Life.